# Rhodogastria serici
Rhodogastria serici är en fjärilsart som beskrevs av Carl Peter Thunberg 1781. Rhodogastria serici ingår i släktet Rhodogastria och familjen björnspinnare. Inga underarter finns listade.